# Varvara Assenkova
Varvara Nikolaïevna Assenkova (en russe : Варвара Николаевна Асенкова), née à Saint-Pétersbourg le 10 avril 1817 (22 avril dans le calendrier grégorien) et morte à Saint-Pétersbourg le 1er mai 1841 (13 mai dans le calendrier grégorien), est une célèbre actrice dramatique russe du XIXe siècle. Elle est morte à l'âge de 24 ans.

## Biographie
Sa mère, Alexandra Assenkova était une actrice du théâtre impérial de Saint-Pétersbourg. Son père Nicolas Kachkarov (russe : Николай Иванович Кашкаров) était un officier et un aristocrate russe. Mais les parents n'étaient pas mariés officiellement et leur fille était donc considérée comme illégitime. Kachkarov a défendu ses soldats d'un commandant cruel et a été de ce fait rétrogradé et transféré dans un autre régiment, puis il a épousé une femme de la noblesse.
Varvara Assenkova a étudié à l’école du théâtre impérial, mais elle en a été expulsée. Cependant, après avoir pris la décision d’aider la famille de sa mère et son beau-père, elle y est retournée. Elle a débuté à Saint-Pétersbourg au Théâtre impérial avec grand succès. Elle est devenue la première actrice de la troupe. Elle était très timide, et a rejeté les avances de protecteurs aristocratiques, malgré la modestie de ses gains.
Elle jouait en moyenne dans trois cents représentations par an. Parmi ses rôles, on peut distinguer: Maria Antonovna dans Le Revizor, rôle qu'elle a créé; Ophélie dans Hamlet; et nombre de rôles dans les vaudevilles prisés de l'époque.
Son succès a été phénoménal.
Les autres actrices et un groupe de jeunes aristocrates ont décidé de se venger d'elle. Ils ont répandu des calomnies, à tel point que cela a rendu Varvara Assenkova malade, alors qu'elle était en plus atteinte de tuberculose. Varvara Assenkova en est morte. Après sa mort, des acteurs de sa troupe ont publié des Mémoires soulignant que ces ragots étaient mensongers.

## Filmographie
- Le film Le Carrosse vert de Yan Frid, sorti en 1967[2], est dédié à la mémoire de Varvara Assenkova. Les carrosses verts appartenaient à l’empereur et servaient au transport des acteurs du Théâtre impérial de Saint-Pétersbourg. Varvara Assenkova n’avait pas de propre carrosse.